# Maria Kesselmeier
Maria Kesselmeier (Schwester Aicharda) (*  1882 in Paderborn; † 7. Juni 1975 in Neheim) war eine deutsche Vinzentinerin und Gemeindeschwester sowie erste Ehrenbürgerin von Neheim-Hüsten.

## Leben
Maria Kesselmeier wurde 1882 in Hövelborn bei Paderborn geboren. Als die Älteste von zehn Geschwistern lernte sie schnell für die Familie Verantwortung zu tragen. Im Alter von 22 Jahren wurde sie in den Orden der Barmherzigen Vinzentinerinnen aufgenommen. Eine Ausbildung als Krankenschwester erfolgte und leistete dann 10 Jahre einen Dienst im Mendener St. Vinzenz-Krankenhaus. Im Alter von 40 Jahren kam sie 1922 zum St. Johannes-Hospital nach Neheim.
In den folgenden Jahrzehnten setzte Stadtschwester Aicharda in der Kranken- und Armenpflege über einen Zeitraum von 50 Jahren mit ihrem aus christlichem Glauben und aus ihrer Treue zum Ordensgelübde schöpfenden Einsatz unübersehbare Zeichen. In Zusammenarbeit mit der Caritas der Pfarrgemeinde und der Ärzteschaft wusste sie genau, wo Hilfe benötigt wurde. Schwester Aicharda wurde zu einem Begriff der Hilfsbereitschaft.

## Ehrungen
- 1960 - 1. Ehrenbürgerin von Neheim
- Die Ringstraße in Neheim wurde in Schwester-Aicharda-Straße umbenannt[1]